# Stehendes Heer
Als stehendes Heer wird im Gegensatz zu erst bei Bedarf aufgestellten Truppen (etwa im Rahmen einer Milizorganisation) ein dauernd unter Waffen stehendes und damit jederzeit einsatzbereites Militär einschließlich der im Reservesystem beurlaubten Verstärkungskräfte bezeichnet. Die stehende Marine wird Flotte genannt und bildet die Gesamtheit der aktiven Marinetruppen und der Marinereserve.

## Geschichte

### Vorformen in der Antike
Stehende Heere sind seit der Antike bekannt. Die ägyptischen Pharaonen hatten stehende Heere, ebenso wie die Perser (Unsterblichen), die Griechen (zumindest im Hellenismus) und die Römer (Legion).

### Mittelalter
Im Mittelalter waren stehende Heere eher die Ausnahme, außer in Byzanz. Entweder forderte der jeweilige König bzw. Lehnsherr seine Vasallen auf, ihrer Dienstpflicht nachzukommen, oder man bediente sich Söldnerheeren, die für denjenigen kämpften, der bezahlte. Die 1384 in Braunschweig gegründete Lilienvente soll das erste stehende Heer auf deutschem Boden gewesen sein.
Von dem französischen König Karl VII. wurde ein stehendes Heer aufgestellt. Karl wollte damit vor allem verhindern, dass Söldner, die nach dem Ende des Hundertjährigen Kriegs keine Aufgabe mehr hatten, weiterhin plündernd durch das Land zogen und gab ihnen eine Möglichkeit, ihren Lebensunterhalt zu verdienen. In Italien hatte sich das Söldnerwesen im Spätmittelalter als besonders verheerend gezeigt; trotzdem kämpften bis zum Dreißigjährigen Krieg primär Söldnerheere. Die Landsknechte als Berufssoldaten bestritten ihren Lebensunterhalt durch Kriegsdienst, bei ausbleibenden Zahlungen des Kriegsherrn oder als Teil der Bezahlung kam es jedoch häufig zu Plünderungen. An der Spitze standen Obristen, die sich selten zur Gänze mit der politischen Begründung ihres Einsatzes identifizierten.

### Frühneuzeitliche stehende Heere
Schon gegen Ende des 16. Jahrhunderts stellten die Niederlande im Kampf gegen die Spanier ein stehendes Heer auf (Oranische Heeresreform). Aufgrund dieses erfolgreichen Beispiels und der negativen Erfahrungen mit den schwer kontrollierbaren Söldnerheeren im Dreißigjährigen Krieg gingen die Herrschenden in der zweiten Hälfte des 17. Jahrhunderts dazu über, nach Möglichkeit stehende Heere in ihren Territorien aufzustellen. Schon Machiavelli hatte erkannt, dass Macht, die auf Söldnerheeren basierte, dauerhaft nichts wert war. Im späten 17. Jahrhundert und im 18. Jahrhundert lösten stehende Heere zunehmend die bis dahin übliche Praxis ab, Armeen bei Bedarf auszuheben, sei es durch Zwangsverpflichtung der Zivilbevölkerung (Landfolge), den Ruf an Vasallen und Lehnsnehmer zur Heeresfolge oder durch die Anwerbung von Söldnern.
Zunächst wurden die Obristen der alten Söldnerregimenter durch fürstliche und adelige Regimentschefs ersetzt. Die Bildung von stehenden Truppen galt nicht nur der verbesserten Reaktion auf kriegerische Auseinandersetzungen, sondern auch der Repräsentation und dem Organisationsdenken des Barockzeitalters und der damit einhergehenden Entwicklung des Finanzwesens, das ein regelmäßiges Steueraufkommen und damit die regelmäßige Bezahlung, ermöglichte. Auch die sogenannte „Soldatenspielerei“ ist als ein nicht unerheblicher Grund anzusehen, warum selbst die kleinsten Territorien stehende Heere bildeten. Im Zeitalter des Absolutismus war das stehende Heer eine der wichtigen Stützen der herrschaftlichen Macht, denn die Soldaten konnten nicht allein gegen äußere Feinde, sondern auch zur Unterdrückung von Aufständen und Unruhen im Inneren eingesetzt werden. Gegen Ende des 18. Jahrhunderts wurde während der Französischen Revolution die Wehrpflicht eingeführt, um das in Friedenszeiten vergleichsweise kleine Heer schnell um eine große Anzahl von Soldaten erweitern zu können.

## Merkmale
Charakteristisch für stehende Heere waren langfristige oder unbefristete Verträge mit den angeworbenen Soldaten zur Beibehaltung der Truppen auch in Friedenszeiten (daher „stehend“), möglichst einheitliche Bekleidung (Uniform), Ausrüstung und Bewaffnung und eine geregelte Unterbringung der Truppen (Einquartierungs-System bzw. seltener auch Kasernen-Bauten) häufig in Form von Garnisonen in Festungen.

## Vor- und Nachteile
Eine Armee, die nur bei Bedarf einberufen wird, ist wesentlich kostengünstiger als ein stehendes Heer. Ein stehendes Heer verursacht auch in Friedenszeiten laufende Kosten, da das Personal trainiert und bezahlt sowie die Ausrüstung ständig gewartet und modernisiert werden muss, um die Einsatzbereitschaft und Effektivität der Armee aufrechtzuerhalten. Jedoch ist die Verteidigungsbereitschaft eines stehenden Heeres höher, da eine Mobilisierung in der Regel schneller vonstattengeht als bei Bedarfsheeren. Auch ist der Trainingszustand meist besser. Darüber hinaus hatten vor allem die Kriege des 16. und 17. Jahrhunderts gezeigt, dass Söldnertruppen oder Landsknechtshaufen beim Tod ihres Feldherrn oder beim Ausbleiben des Solds dazu neigten, auf Kosten der Zivilbevölkerung, vor allem der Bauern, zu plündern und zu marodieren.
Stehende Heere gelten nach Kants Schrift Zum ewigen Frieden als permanente Bedrohung für andere Staaten. Sie seien damit ein Mitverursacher des Sicherheitsdilemmas und führen zu einem Wettrüsten. In der Debatte um die Verfassung der USA verglich Elbridge Gerry, Gouverneur von Massachusetts ein stehendes Heer mit einem stehenden Penis: „Vorzüglich zur Sicherung des häuslichen Friedens (domestic tranquility), aber eine gefährliche Versuchung für fremde Abenteuer.“